# Постольний Микола Миколайович
Мико́ла Микола́йович Посто́льний (нар. 5 квітня 1984, Петрівка, СРСР — пом. 16 липня 2014, Луганська область, Україна) — український військовик, прапорщик Державної прикордонної служби України. Загинув в ході війни на сході України. Кавалер ордена «За мужність» III ступеня.

## Життєпис
Микола Постольний народився у селі Петрівка, що на Харківщині. Прикордонником служив з 2002 року. Починав охороняти кордон Харківської області на посаді патрульного, з 2004 року служив на прикордонній заставі «Золочів». У 2008 році посав працювати у «Тимофіївці», а згодом був переведений до іншого підрозділу Харківського прикордонного загону. У 2009 році Миколі Постольному вдалося самотужки затримати шістьох чоловіків, що намагалися нелегально перетнути державний кордон. Перебував у розташуванні Східного регіонального управління Держприкордонслужби. У Луганській області служив у мобільному підрозділі типу С (резерв, що забезпечував охорону найбільш небезпечного напрямку).
Під час війни на сході України виконував обов'язки водія БТР. 16 липня 2014 року у лісопосадці неподалік від Станиці Луганської прикордонний загін натрапив на групу диверсантів, що намагалися розмістити вибуховий пристрій «фугас». В результаті збройного зіткнення двоє української вояків — Закопайло Максим Олександрович і Микола Постольний, загинули.
26 липня 2014 указом Президента України № 619/2014 Миколу Постольного було посмертно нагороджено орденом «За мужність» III ступеня. У нього залишилася дружина та 6-річний син.

## Нагороди
- Орден «За мужність» III ступеня (26 липня 2014) — за особисту мужність і героїзм, виявлені у захисті державного суверенітету та територіальної цілісності України[1]